# Hermann Moers
Hermann Moers (* 31. Januar 1930 in Köln) ist ein deutscher Schriftsteller.

## Leben
Hermann Moers absolvierte eine kaufmännische Ausbildung bei den Kölner Ford-Werken, wo er anschließend als Angestellter tätig war. Er legte ein Dolmetscher-Examen für Englisch ab und holte das Abitur auf dem Zweiten Bildungsweg nach. Seit Mitte der 1950er 
trat er mit literarischen Werken an die Öffentlichkeit. Moers, der seit 1984 freier Schriftsteller ist, lebt nach Aufenthalten in der Eifel und in Berlin heute im bayerischen Geiselhöring. 
Hermann Moers ist Verfasser von Romanen, Erzählungen und
Theaterstücken; in den 1960er und 1970er lag der Schwerpunkt seines Werkes beim Hörspiel, später beim Kinderbuch. Moers erhielt 1958 den Förderpreis für Literatur des Landes Nordrhein-Westfalen, 1960 den Gerhart-Hauptmann-Preis sowie 1963 den Karl-Sczuka-Preis.

## Werke
- Mein Freund Daniel, Gütersloh 1955
- Zur Zeit der Distelblüte. Koll, Köln 1962
- Liebesläufe, Köln [u. a.] 1963
- Ein richtiger Kerl, Reinbek bei Hamburg 1984
- Eleisa auf der Fensterbank, Reinbek bei Hamburg 1985
- Die Reise nach Unisonien, Reinbek bei Hamburg 1985
- Herr Hase, Düsseldorf 1986 (zusammen mit Brigitte Smith)
- Hugo, der Babylöwe, Mönchaltorf/Schweiz [u. a.] 1986 (zusammen mit Józef Wilkoń)
- Kaka-o der Lumpenkerl, Reinbek bei Hamburg 1987
- Kamillas weiter Weg, Mönchaltorf/Schweiz [u. a.] 1987 (zusammen mit Marcus Pfister)
- Katrinchen in der Kiste, Reinbek bei Hamburg 1988
- Fidi, König über alles, Kevelaer 1990
- Fidi und Wolf, Kevelaer 1990
- Kein Anschluß unter dieser Nummer, Freiburg im Breisgau [u. a.] 1990
- Rollo Tagträumer, Recklinghausen 1990
- Tonio auf dem Hochseil, Mönchaltdorf [u. a.] 1990 (zusammen mit  Józef Wilkoń)
- Das allererste Weihnachtslied, Gossau/Zürich [u. a.] 1991 (zusammen mit Józef Wilkoń)
- Berni will schnell groß werden, Gossau/Zürich [u. a.] 1991 (zusammen mit Jean-Pierre Corderoc'h)
- Bobo & Mema, ganz groß, Recklinghausen 1991
- Hugo und sein kleiner Bruder, Gossau, Zürich [u. a.] 1991 (zusammen mit Józef Wilkoń)
- Annis Traumtanz, Gossau, Zürich [u. a.] 1992 (zusammen mit Christa Unzner-Fischer)
- 13 Glückspilz- und Pechvogel-Geschichten, Freiburg [u. a.] 1992
- Nick und Nack in der großen Welt, Freiburg [u. a.] 1992 (zusammen mit Alicia Sancha)
- Hansi Müller, Sheriff, Stuttgart [u. a.] 1993
- Luckis Lügentagebuch, Freiburg [u. a.] 1993
- Der alte Ludwig und sein Kasperl, Stuttgart [u. a.] 1994 (zusammen mit Milada Krautmann)
- Einmal Abenteuer täglich, Stuttgart [u. a.] 1994
- Tierzirkus Mondo, Freiburg [u. a.] 1994 (zusammen mit Carola Holland)
- Tinas Traumauto, Gossau, Zürich [u. a.] 1994 (zusammen mit Jean-Pierre Corderoc'h)
- Holpeltolpel, Gossau, Zürich [u. a.] 1995 (zusammen mit Józef Wilkoń)
- Schmitt und Schmitti, Stuttgart [u. a.] 1995
- Evi fliegt nach Afrika, Gossau, Zürich [u. a.] 1997 (zusammen mit Gusti)
- Timo reist nach Ganzwoanders, Gossau, Zürich [u. a.] 2002 (zusammen mit Wiebke Petersen)
- Axel und Bibi, Gossau, Zürich [u. a.] 2003 (zusammen mit Philippe Goossens)